# منك أمريكي
المنك الأمريكي (Neovison vison) حيوان شبه مائي من الفصيلة العرسية، وهو حيوان أصلي في أمريكا الشماليةرغم أن التدخل البشري وسع نطاقه ليشمل أجزاءً كثيرة من أوروبا وأمريكا الجنوبية. وبسبب توسّع نطاقه يصنف المنك الأمريكي كنوع غير مهدد من قبل الاتحاد الدولي لحفظ الطبيعة (IUCN). ومنذ انقراض المنك البحري، أصبح المنك الأمريكي النوع الوحيد الموجود من جنس (Neovison).
المنك الأمريكي حيوان لاحم يقتات على القوارض، والسمك، والقشريات، والضفادع والطيور.
وفي أوروبا تم تصنيفه كحيوان مستقدم مرتبط بانخفاض أعداد المنك الأوروبي والدسمان البيريني وفأر حقل المياه.
ويربّى هذا الحيوان لأجل فروه ويتعدى الثعلب الفضي والسمور والخز والظربان من حيث الأهمية الاقتصادية.

## التطور
كنوع يعتبر المنك الأمريكي متخصصًا في أكل اللحوم أكثر من المنك الأوروبي، وهو ما يعبر عنه هيكل الجمجمة الأكثر تطورًا.
مستحاثات هذا الحيوان تعود إلى العصر الإرفينغتوني، إلّا أن هذا الحيوان لم يكن شائعًا بين حيوانات عصر البليستوسين.
نطاق المنك الأمريكي الأحفوري يتطابق مع نطاقه الحالي الطبيعي.
المنك الأمريكي البليستوسيني لم يختلف كثيرًا في الحجم أو الشكل عن المنك الأمريكي الحالي.
على الرغم من التشابه السطحي بين المنك الأمريكي والأوروبي، تشير الدراسات إلى أن أقرب قريب للمنك الأمريكي هو ابن عرس السيبيري الأسيوي.
وتم تسجيل عمليات تهجين للمنك الأمريكي مع ابن عرس الأوروبي في الأسر.

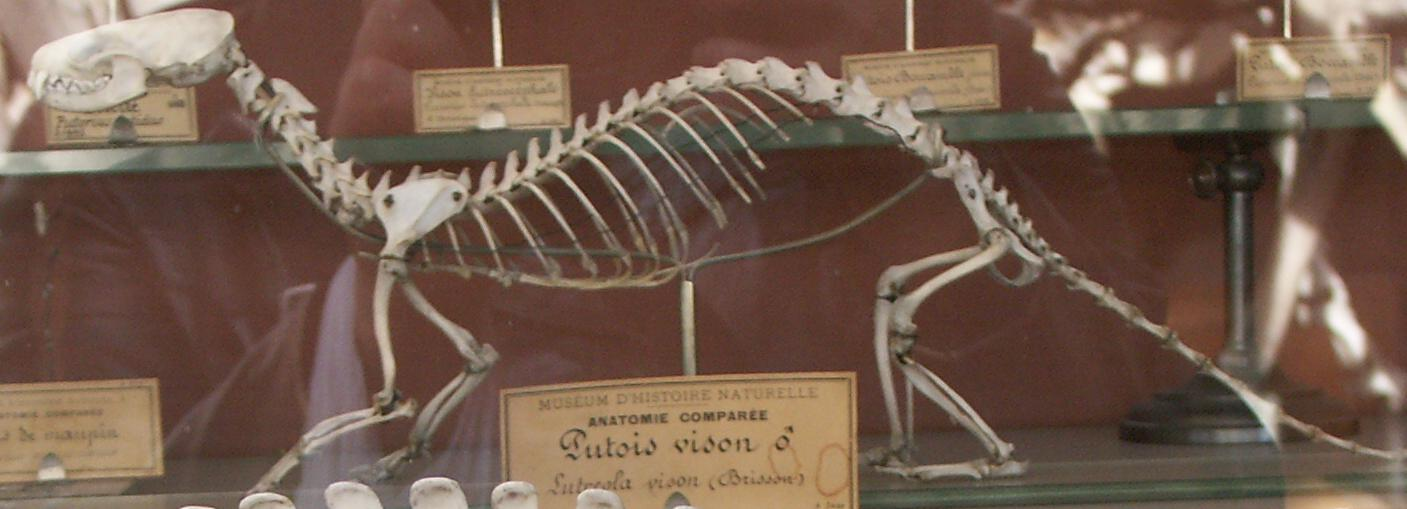
هيكل عظمي للمنك الأمريكي من المتحف الوطني للتاريخ الطبيعي (فرنسا)

## الوصف

### البنية

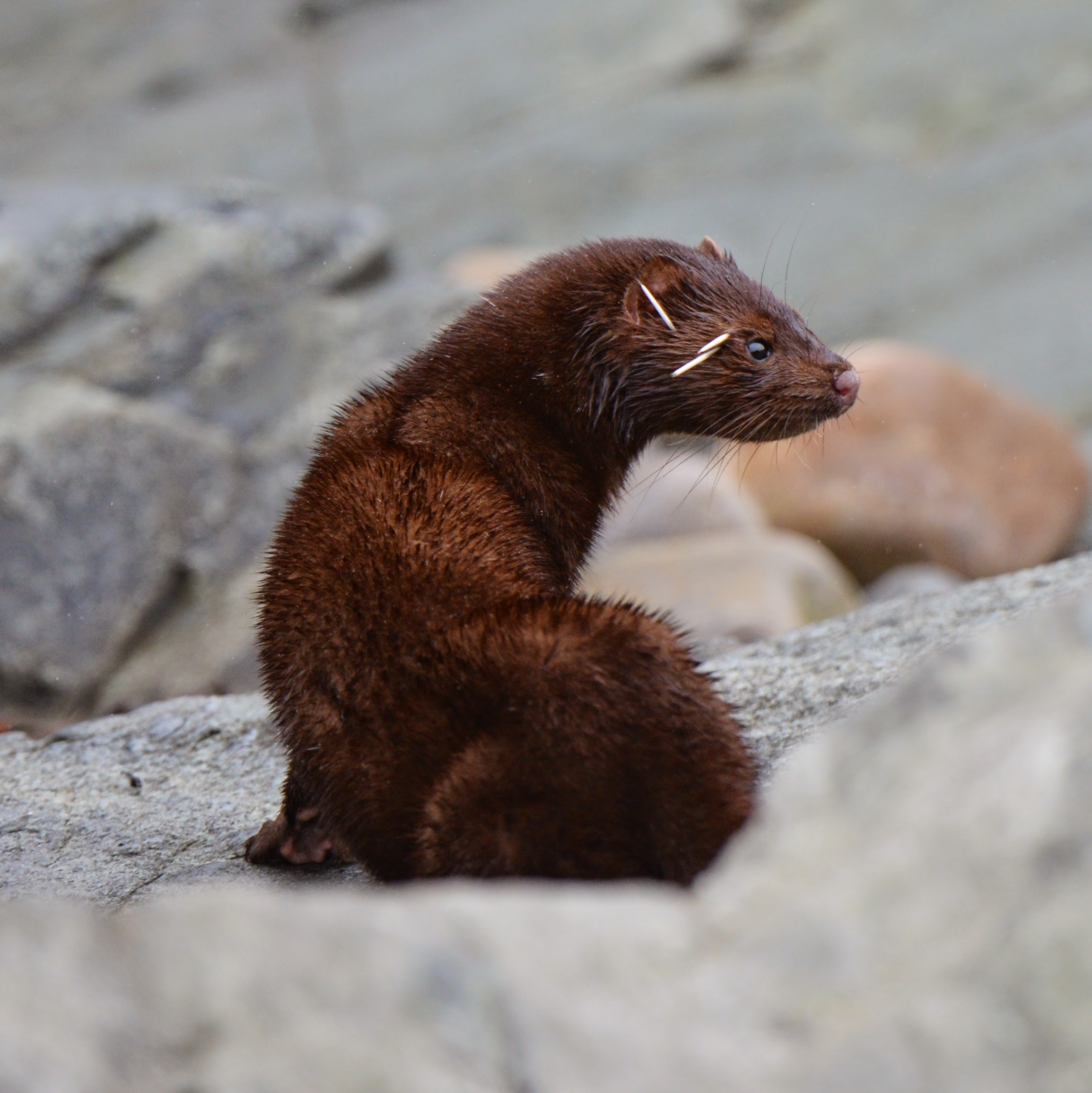
منك أمريكي مع شوك شيهم على وجهه يارموث، نوفا سكوشا

المنك الأمريكي يختلف عن أعضاء جنس ابن عرس Mustela (القاقم وابن عرس) من قبل حجمه الأكبر وجسمه الأسمن، الذي يشبه كثيرًا جسم الخزيات.
يتشارك مع الخزيات بذيله الكبير والكثيف والمستدق إلى حد ما، بدلًا من ذيل مدور نحيل مع نهاية كبيرة كثيفة كذيل القاقم.
ويتشابه المنك الأمريكي من حيث البنية مع المنك الأوروبي، ولكن الذيل عند المنك الأمريكي أطول ويشكل 38-51% من طول جسمه.
لدى المنك الأمريكي جسم طويل، هذا الجسم يسمح له بدخول جحور فرائسه. وشكل جسمه الانسيابي يساعده على التخفيض من مقاومة المياه أثناء السباحة. الجمجمة تشبه جمجمة المنك الأوروبي لكنها أضخم وأضيق وممدودة بشكل أقل مع نتوءات متطورة بقوة وقحف أعرض وأقصر. وأضراسه العلوية أكبر وأضخم من التي عند المنك الأوروبي.
المنك الأمريكي المستأنس، الذي يربّى في مزارع الفرو لديه دماغ أصغر بنسبة 19.6%، وقلب أصغر بنسبة 8.1%، وطحال أصغر بنسبة 28.2% من المنك الأمريكي البري.
أقدام هذا الحيوان عريضة، مع أصابع ملتصقة. بشكل عام لدى المنك الأمريكي 8 حلمات، زوج من الحلمات عند منطقة الفخد وثلاثة أزواج عند منطقة البطن.
طول جسم ذكور المنك الأمريكي من 34–45 سم (13–18 بوصة)، بينما عند الإناث يكون من 31–37.5 سم (12–15 بوصة). طول الذيل يكون من 15.6–24.7 سم (6–10 بوصة) عند الذكور، ومن 14.8–21.5 سم (6–8 بوصة).
وزن المنك الأمريكي يختلف حسب جنس الحيوان والفصل، وتكون الذكور أثقل من الإناث. في الشتاء، تزن الذكور من 500 إلى 1580 غرام، والإناث من 400 إلى 780 غرامًا، ويصل هذا الحيوان إلى أثقل وزن له في الخريف.

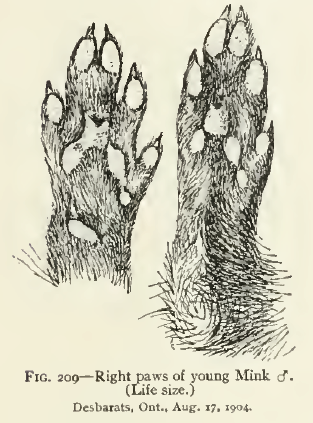
كف المنك الأمريكي، يوضحه ارنست تومسون سيتون.

### Notes
1. ↑  The IUCN Red List of Threatened Species 2022.2 (بالإنجليزية), 9 Dec 2022, QID:Q115962546
2. 1 2  Don E. Wilson; DeeAnn M. Reeder, eds. (2005). Mammal Species of the World: A Taxonomic and Geographic Reference (بالإنجليزية) (3rd ed.). Baltimore: Johns Hopkins University Press. ISBN:978-0-8018-8221-0. LCCN:2005001870. OCLC:57557352. OL:3392515M. QID:Q1538807.
3. ↑  Bruce D. Patterson; Héctor E. Ramírez Chaves; Júlio F. Vilela; André E. R. Soares; Felix Grewe (14 Apr 2021). "On the nomenclature of the American clade of weasels (Carnivora: Mustelidae)". Journal of Animal Diversity (بالإنجليزية). 3 (2). ISSN:2676-685X. QID:Q125749729.
4. ↑  Heptner & Sludskii 2002، صفحة 745
5. ↑  Coues 1877، صفحات 161–162
6. ↑  Heptner & Sludskii 2002، صفحات 1392–1394
7. ↑  Feldhamer, Thompson & Chapman 2003، صفحات 663–664
8. ↑  Heptner & Sludskii 2002، صفحات 1394–1395
9. ↑  Kruska، D. (1996). "The effect of domestication on brain size and composition in the mink (Mustela vison)". Journal of Zoology. ج. 239 ع. 4: 645. DOI:10.1111/j.1469-7998.1996.tb05468.x. مؤرشف من الأصل في 2017-03-25.
10. ↑  Kruska، D.؛ Schreiber، A. (1999). "Comparative morphometrical and biochemical-genetic investigations in wild and ranch mink (Mustela vison: Carnivora: Mammalia)". Acta Theriologica. ج. 44: 377. DOI:10.4098/AT.arch.99-37. مؤرشف من الأصل في 2018-01-06.
11. ↑  Heptner & Sludskii 2002، صفحات 1397–1399